# Oberkassel (Düsseldorf)
Oberkassel, Düsseldorf-Oberkassel — dzielnica miasta Düsseldorf w Niemczech, w okręgu administracyjnym 4, w kraju związkowym Nadrenia Północna-Westfalia, w rejencji Düsseldorf.  